# Quamtana lotzi
Quamtana lotzi là một loài nhện trong họ Pholcidae. Loài này được phát hiện ở Zuid-châu Phi.